# Río Ukika
El río Ukika es un curso natural de agua que nace en el lago Ukika (Dientes de Navarino) a una altitud de 711 m s. n. m. y fluye hacia el norte por cerca de 8,5 km hasta desembocar en Punta Lagunilla, a un costado de la villa Ukika, en el canal Beagle, en la isla Navarino, en la comuna de Puerto Williams, Región de Magallanes.: 192 

## Trayecto

Cuenca del río Robalo.